# Regno giardino di Dessau-Wörlitz

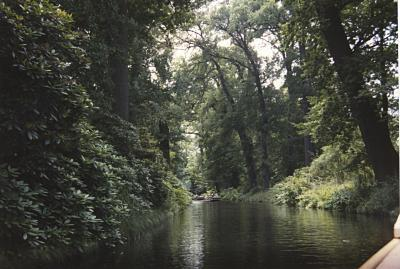
Una vista di uno dei numerosi canali, ripreso da una gondola

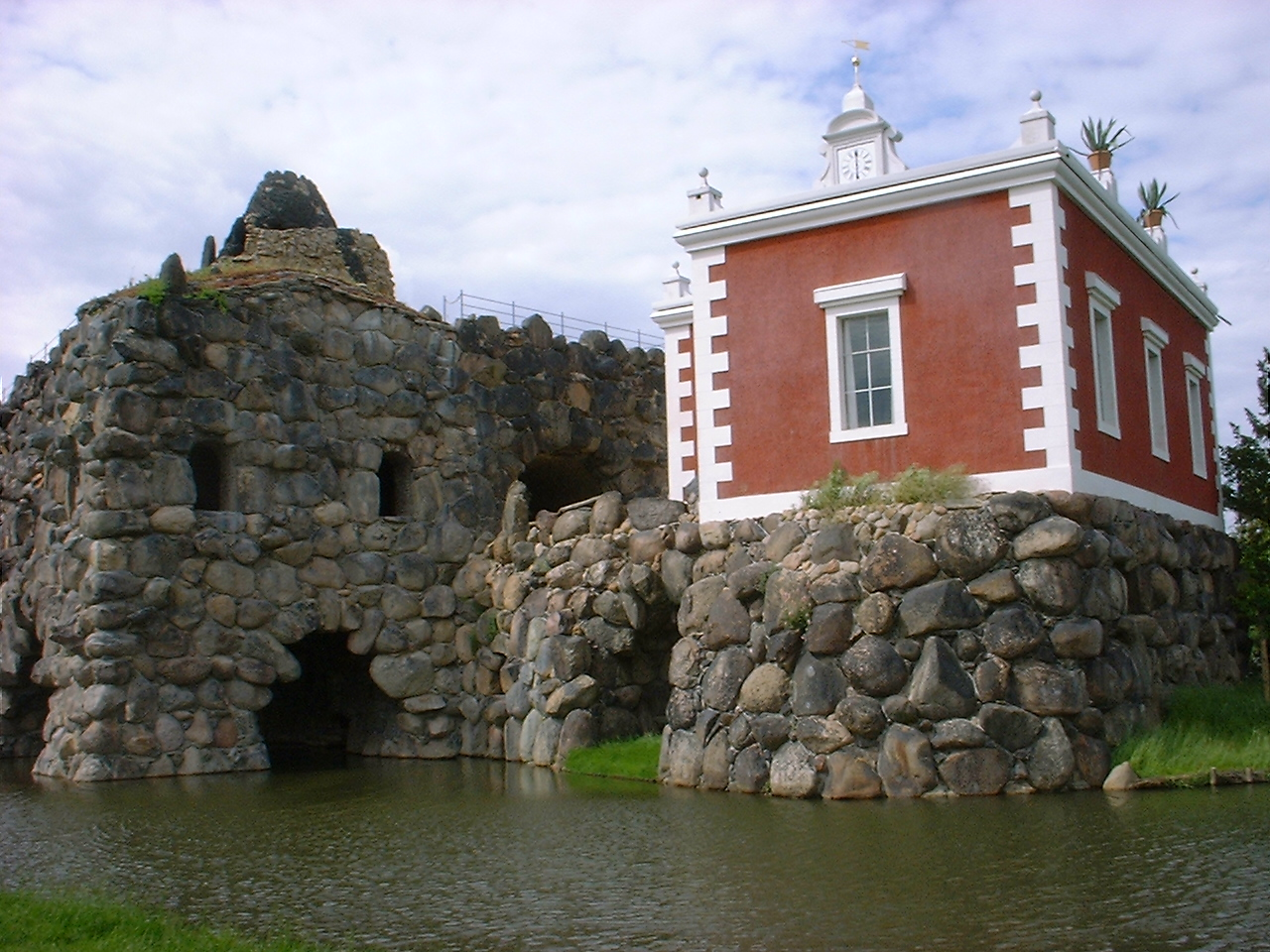
L'isola rocciosa "Stein" e Villa Hamilton

Il Regno giardino di Dessau-Wörlitz (in tedesco: Dessau-Wörlitzer Gartenreich) è uno dei primi e più grandi giardini all'inglese ad essere stati costruiti non solo in Germania, dove si trova, ma nell'intera Europa continentale. Venne progettato alla fine del XVIII secolo durante la reggenza del Principe elettore Leopoldo III di Anhalt-Dessau e costruito su un ramo del fiume Elba, motivo per cui il parco è ricco di acqua e biodiversità.
Le origini del parco però vanno ricercate nel XVII secolo quando, in seguito al matrimonio fra un principe locale ed una principessa dei Paesi Bassi, venne chiamato un gruppo di ingegneri ed architetti olandesi per costruire un giardino ed una città nei pressi dell'odierna cittadina di Oranienbaum. L'influenza olandese rimase prevalente in tutta la regione fino a che Leopoldo III commissionò a Friedrich Wilhelm von Erdmannsdorff la costruzione del castello di Wörlitz (1769 - 1773), il primo edificio neoclassico della Germania.Il progetto del parco risente della filosofia di Jean-Jacques Rousseau e dell'estetica di Johann Joachim Winckelmann: in particolare Rousseau vedeva nell'agricoltura le basi della vita di tutti i giorni e promuoveva le funzioni educative del paesaggio naturale. Il paesaggio più elegante del giardino è l'isola di Rousseau, che volutamente imita quella di Ermenonville, dove il filosofo è sepolto.
Nel parco, che si estende per una lunghezza di circa 25 chilometri, vi sono moltissime alte strutture che richiamano gli stili architettonici più disparati. La Casa gotica, ad esempio, iniziata nel 1774, è una delle prime costruzioni neogotiche del continente. Nel 1790 venne costruito il Giardino cinese, basandosi sulle idee innovative di William Chambers. Nei primi anni del XIX secolo il paesaggio venne ulteriormente arricchito con la costruzione delle chiese neogotiche di Riesigk (1800), Wörlitz (1809) e Vockerode (1811). La Villa Hamilton è una piccola copia della villa di proprietà del famoso sir William Hamilton, ambasciatore inglese del '700 a Napoli che aveva costruito tale villa sulla collina di Posillipo, appunto a Napoli e dedicata a sua moglie Emma; di fianco l'isola rocciosa è una riproduzione, invece, del vulcano Vesuvio, dal quale in origine usciva del fumo.
Il progetto del parco risente della filosofia di Jean-Jacques Rousseau e dell'estetica di Johann Joachim Winckelmann: in particolare Rousseau vedeva nell'agricoltura le basi della vita di tutti i giorni e promuoveva le funzioni educative del paesaggio naturale. Il paesaggio più elegante del giardino è l'isola di Rousseau, che volutamente imita quella di Ermenonville, dove il filosofo è sepolto.
Nel parco, che si estende per una lunghezza di circa 25 chilometri, vi sono moltissime alte strutture che richiamano gli stili architettonici più disparati. La Casa gotica, ad esempio, iniziata nel 1774, è una delle prime costruzioni neogotiche del continente. Nel 1790 venne costruito il Giardino cinese, basandosi sulle idee innovative di William Chambers. Nei primi anni del XIX secolo il paesaggio venne ulteriormente arricchito con la costruzione delle chiese neogotiche di Riesigk (1800), Wörlitz (1809) e Vockerode (1811). La Villa Hamilton è una piccola copia della villa di proprietà del famoso sir William Hamilton, ambasciatore inglese del '700 a Napoli che aveva costruito tale villa sulla collina di Posillipo, appunto a Napoli e dedicata a sua moglie Emma; di fianco l'isola rocciosa è una riproduzione, invece, del vulcano Vesuvio, dal quale in origine usciva del fumo.
Il parco, che venne diviso in quattro parti negli anni trenta in seguito alla costruzione di una linea ferroviaria e di un'autostrada, nel 2000 è stato inserito nell'elenco dei Patrimoni dell'umanità dell'UNESCO.